# Alexandre Licata
Alexandre Licata (Grenoble, 2 januari 1984) is een Franse voetballer (aanvallende middenvelder) die sinds 2009 voor de Franse eersteklasser AJ Auxerre uitkomt. Eerder speelde hij onder andere voor AS Monaco.